# إدغار باورز
إدغار باورز (بالإنجليزية: Edgar Bowers)‏ هو شاعر أمريكي، ولد في 2 مارس 1924 في روما في الولايات المتحدة، وتوفي في 4 فبراير 2000 في سان فرانسيسكو في الولايات المتحدة.

## وصلات خارجية
- إدغار باورز على موقع إن إن دي بي (الإنجليزية)